# ارنست کمپبل ماسنر
ارنست کمپبل ماسنر (انگلیسی: Ernest Campbell Mossner; ۲۲ اکتبر ۱۹۰۷ – ۵ اوت ۱۹۸۶) نویسنده اهل ایالات متحده آمریکا بود.
وی همچنین برندهٔ جوایزی همچون برنامه فولبرایت و کمک‌هزینه گوگنهایم شده‌است.